# دهستان بنستان
بنستان، دهستانی است از توابع بخش مرکزی شهرستان بهاباد در استان یزد ایران به مرکزیت روستای بنستان

## جمعیت
براساس سرشماری سال ۱۳۸۵ جمعیت آن ۱٬۵۲۳ نفر (۴۸۴ خانوار) بوده‌است.